# Staatz
Staatz (zastarale česky Stožec) je bývalá obec s městskými právy, dnes městys v okrese Mistelbach v Dolních Rakousích. Žije zde přibližně 1 900 obyvatel.

## Geografie
Staatz leží ve Weinviertelu (vinné čtvrti) v Dolních Rakousích. Plocha obce činí 42,63 kilometrů čtverečních a 12,48 % plochy je zalesněna.
Obec sestává z katastrálních území: Ameis, Enzersdorf bei Staatz, Ernsdorf bei Staatz, Kautendorf, Staatz, Waltersdorf bei Staatz a Wultendorf.

## Politika
Starostou obce byl Leopold Muck, vedoucí kanceláře Johann Steiner. V roce 2017 došlo ke změně a starostou se stal Daniel Fröschl.
Po obecních volbách v roce 2005 je v zastupitelstvu 21 křesel. Mandáty jsou rozděleny následovně: (ÖVP) 14, (SPÖ 7).

### Starostové
- 1995–2017 Leopold Muck (ÖVP)
- od roku 2017 Daniel Fröschl (ÖVP)

## Historie
Obec vznikla osídlováním kolem hradu (dnešní hradní zříceniny). V letech 1645-1672 si nechal hrabě von Breuner vystavět na východním úpatí zámek, který přešel v roce 1675 do držení rodu Colloredů a sňatkem hraběnky Idy Colloredo-Mansfeld (* 13. únor 1816, Staatz - † 3. června 1857, Staatz) s Alfonsem Giuseppem hrabětem z Collalta a San Salvatoru po smrti Ferdinanda z Colloredo-Mannsfeldu v roce 1848 na rod Collaltů. Po smrti Alfonse držel dolnorakouský majetek Ottaviano Antonio z Collata a San Salvatoru se svojí chotí Annou zu Solms-Hohensolms-Lich a nakonec jejich nejmladší syn kníže Manfred Eduard s chotí Theklou princeznou zu Ysenburg und Büdingen.
Manfred z Collalta a San Salvatoru propachtoval v roce 1911 hospodářské dvory Akciové společnosti pro průmysl cukrovarnický se sídlem v Hodoníně (Aktiengesellschaft für Zuckerindustrie in Göding), která po první světové válce zřídila pro propachtované dvory na rakouské straně sesterskou Akciovou společnost pro zemědělské závody se sídlem ve Vídni (Aktiengesellschaft für landwirtschaftliche Betriebe). Na hospodářských dvorech Staatz a Rothensee provozovala šlechtitelsko-semenářskou stanici (Saatzuchtwirtschaft Staatz) a stanici pro výrobu mléka (Milchwirtschaft Staatz).
Tíživá finanční situace po pozemkové reformě v Československu nakonec Manfreda donutila v roce 1936 k odprodeji veškerého dolnorakouského majetku „Akciové společnosti pro zemědělské závody ve Vídni”, který v konečném důsledku získala „OHG Gustav & Wilhelm Löw” se sídlem v Záhorské Vsi (Angern), která byla po anšlusu arizována. Židovský majetek velkostatek Staatz s pozemky v obcích: Staatz – Kautendorf, Ehrnsdorf, Enzersdorf, Kottingneusiedl, Rothenseehof a Wultendorf a statkem Záhorská Ves (Angern) připadl Německé osídlovací společnosti (Deutsche Ansiedlungsgesellschaft, DAG) v Berlíně. Zámek na konci války vyhořel.

## Vývoj počtu obyvatel
V roce 1971 žilo zde 2 125 obyvatel, 1981 2 059, 1991 měl městys 2 012 obyvatel, při sčítání lidu v roce 2001 zde bylo 2 065 a ke dni 1. dubnu 2009 je podle úřední evidence 2 032 obyvatel.

## Kultura
Na úpatí kopce je pořádán každoročně ve skalním jevišti letní festival. V roce 2008 v nádherné přírodní scenérii byl uveden velmi nákladný muzikál „Josef".

## Hospodářství a infrastruktura
Nezemědělských pracovišť bylo v roce 2001 68, zemědělských a lesnických pracovišť v roce 1999 bylo 134. Počet výdělečně činných obyvatel v místě bydliště bylo v roce 2001 921, což je 45,85 %.

## Osobnosti
Leopold Hawelka (1911–2011), kavárník